# Martin Bodin
Pour les articles homonymes, voir Bodin.
Martin Bodin est un directeur de la photographie suédois, de son nom complet Lars Olof Martin Bodin, né le 29 septembre 1903 à Gotland — Localité de Klintehamn (Île de Gotland), mort le 7 octobre 1976 à Sollentuna (Comté de Stockholm).

## Biographie
Après quatre films comme premier assistant opérateur sortis en 1930 et 1931 (dont deux réalisés par Victor Sjöström), Martin Bodin débute cette dernière année comme chef opérateur. 
À ce titre, il contribue à quatre-vingt-cinq films suédois, produits par Svensk Filmindustri. Le premier est Le Faux Millionnaire (1931), coproduction franco-suédoise d'André Berthomieu et Paul Merzbach, avec Zarah Leander. Le dernier est Att angöra en brygga de Tage Danielsson, sorti en 1965, avec Hans Alfredson, Birgitta Andersson et Tage Danielsson.
Dans l'intervalle, il est notamment directeur de la photographie sur Tourments d'Alf Sjöberg (1944, avec Stig Järrel, Alf Kjellin et Mai Zetterling), Une leçon d'amour d'Ingmar Bergman (1954, avec Eva Dahlbeck, Gunnar Björnstrand et Harriet Andersson) et Sista paret ut d'Alf Sjöberg (1956, avec Eva Dahlbeck, Harriet et Bibi Andersson, Jarl Kulle).
Martin Bodin se retire après sa seule contribution à la télévision, pour la série L'Homme de la colline, diffusée en 1967.

## Filmographie

### Au cinéma (sélection)
(films suédois, sauf mention complémentaire)

#### Comme premier assistant opérateur
- 1930 : Fridas visor de Gustaf Molander
- 1930 : Väter und Söhne de Victor Sjöström
- 1931 : Markurells i Wadköping de Victor Sjöström

#### Comme directeur de la photographie
- 1931 : Le Faux Millionnaire (Falska millionären) d'André Berthomieu et Paul Merzbach (film franco-suédois, version alternative de Mon cœur et ses millions d'André Berthomieu, sorti la même année)
- 1935 : La Nuit de la Saint-Jean (Valborgsmässoafton) de Gustaf Edgren
- 1939 : Yak le harponneur (Valfångare) d'Anders Henrikson et Tandred Ibsen
- 1941 : Le collège s'amuse (Lärarinna på vift) de Börje Larsson
- 1944 : Tourments (Hets) d'Alf Sjöberg
- 1944 : Excellensen d'Hasse Ekman
- 1945 : Resan bort d'Alf Sjöberg
- 1946 : Driver dagg faller regn de Gustaf Edgren
- 1947 : Rallare d'Arne Mattsson
- 1948 : Intill helvetets portar de Göran Gentele
- 1949 : Greven från gränden de Lars-Eric Kjellgren
- 1949 : Bara en mor d'Alf Sjöberg
- 1950 : Medan staden sover de Lars-Eric Kjellgren
- 1951 : Tull-Bom de Lars-Eric Kjellgren
- 1952 : Säg det med blommor de Lars-Eric Kjellgren
- 1954 : Une leçon d'amour (En lektion i kärlet) d'Ingmar Bergman
- 1955 : Vildfåglar d'Alf Sjöberg
- 1955 : Enhörningen de Gustaf Molander
- 1956 : Le Dernier Couple qui court (Sista paret ut) d'Alf Sjöberg
- 1957 : Med glorian på sned d'Hasse Ekman
- 1957 : Far till sol och vår de Lars-Eric Kjellgren
- 1958 : Den store amatören d'Hasse Ekman
- 1959 : Bara en kypare d'Alf Kjellin
- 1959 : Fröken Chic d'Hasse Ekman
- 1960 : Kärlekens decimaler d'Hasse Ekman
- 1961 : Stöten d'Hasse Ekman
- 1964 : Svenska bilder de Tage Danielsson
- 1964 : Äktenskapsbrottaren d'Hasse Ekman
- 1965 : Att angöra en brygga de Tage Danielsson

### À la télévision
(comme directeur de la photographie)
- 1967 : L'Homme de la colline (Kullamannen), série, saison unique